# Arabische Liga
Die Liga der Arabischen Staaten (Arabische Liga) (arabisch جامعة الدول العربية dschāmiʿat ad-duwal al-ʿarabiyya, DMG ǧāmiʿat ad-duwal al-ʿarabīya ‚Liga der arabischen Staaten‘) (LAS) ist eine Internationale Organisation arabischer Staaten und wurde am 22. März 1945 in Kairo gegründet, wo sie auch ihren Sitz hat. Sie besteht aus 22 Mitgliedern aus Afrika und Asien, nämlich 21 souveränen Staaten sowie dem international nicht vollständig anerkannten Staat Palästina, der durch die PLO vertreten wird.

## Ziele
Als Hauptziel des Staatenbundes gilt die Förderung der Beziehungen der Mitglieder auf politischem, kulturellem, sozialem und wirtschaftlichem Gebiet (Finanz-, Transport- und Gesundheitswesen sowie Kultur und Medien). Ebenso soll die Unabhängigkeit und Souveränität der Mitgliedstaaten und der arabischen Außeninteressen gewahrt werden. Streitfälle der Mitglieder untereinander sollen verhütet und geschlichtet werden. Außerdem soll die Anerkennung der Palästinensischen Autonomiegebiete als unabhängiger Staat Palästina erreicht werden.

## Geschichte

### Gründung und Entstehungskontext
Die Gründung kann als direkte Reaktion auf die politische Situation im Nahen Osten und die weltpolitische Entwicklung während des Zweiten Weltkriegs angesehen werden. Der erste und wichtigste Schritt auf dem Weg zur Gründung dieser Organisation, deren Gebiete größtenteils unter der Herrschaft des osmanischen Sultans standen, war das Entstehen eines „arabischen Nationalismus“ in der Region gegen Ende des 19. Jahrhunderts.
Nachdem die Araber an der Seite der Alliierten im Ersten Weltkrieg (1914–1918) gegen das Osmanische Reich gekämpft hatten, erhofften sie sich einen eigenen, unabhängigen Staat als Dank für die Unterstützung. Nach Ende des Krieges wurden die betroffenen Gebiete jedoch unter Franzosen (Syrien, Libanon) und Briten (Palästina, Irak, Transjordanien) aufgeteilt, die in der Innenpolitik weitgehend autonom waren. Bis zum Ende des Zweiten Weltkriegs wurden diese Gebiete – bis auf Palästina – in die Unabhängigkeit entlassen. Das Hauptaugenmerk dieser neu gegründeten Staaten lag auf der Sicherung ihrer Unabhängigkeit und der Schaffung einer arabischen Einheit. Letztere wurde zunehmend infrage gestellt durch die verstärkte jüdische Zuwanderung in Palästina (v. a. seit der „Balfour-Deklaration“ 1917). Daraus resultierte die Furcht der Araber vor einer Neueinteilung der Gebiete nach der Konferenz von Teheran 1943, der man nur durch gemeinsame und koordinierte Bemühungen begegnen könne.
Ein weiterer Faktor für die Gründung der Arabischen Liga war die geänderte Haltung der britischen Regierung im Verlauf des Zweiten Weltkriegs, v. a. infolge des Vormarschs deutscher und italienischer Truppen in Nordafrika 1941 (Afrikafeldzug). Der britische Außenminister Anthony Eden ermunterte die Araber zur Bildung einer politischen Einheit, wovon er sich für Großbritannien eine langfristige Sicherung seiner Interessen versprach. Indessen hatten die verschiedenen arabischen Regierungen eigene Vorstellungen von einer arabischen Einheit, die von den jeweils anderen kategorisch abgelehnt wurden. Ägypten stellte sich bald als treibende Kraft („major motivating force behind the League’s foundation“) heraus, das eine Vermittlerposition zwischen den verschiedenen Interessen einnahm. Es befürwortete die Gründung einer multifunktionalen Föderation der arabischen Staaten.
Nach einem ersten Vorbereitungstreffen in Alexandria im September 1944 wurde am 7. Oktober desselben Jahres das „Protokoll von Alexandria“ unterzeichnet, das einen lockeren Zusammenschluss in Form einer Liga unabhängiger Staaten vorsah. Außerdem verwahrten sich die Unterzeichnerstaaten dagegen, dem Unrecht, das den europäischen Juden im Holocaust angetan wurde, ein weiteres Unrecht an den Palästinensern folgen zu lassen. Ein „politisches Subkomitee“ traf sich daraufhin im Februar und März 1945 in Kairo, um den Entwurf eines Paktes für die Arabische Liga auszuarbeiten. Dieser wurde dem Vorbereitungskomitee vorgelegt, der es am 22. März 1945 unterzeichnete. Der „Pakt der Liga der Arabischen Staaten“ trat am 11. Mai 1945 in Kraft. Zu den sieben Gründungsstaaten gehörten: Königreich Ägypten, Königreich Irak, Libanesische Republik, Königreich Saudi-Arabien, Arabische Republik Syrien, Emirat Transjordanien, Königreich Jemen.

### Entwicklung seit der Gründung
Eines der ersten Projekte der Arabischen Liga war der Versuch, den Zionismus aufzuhalten, die jüdischen Einwanderer aus Palästina zu vertreiben und den Jischuw zu vernichten. Zu diesem Zweck wurde bereits 1945 ein Wirtschaftsboykott gegen Juden beschlossen, welcher am 1. Januar 1946 in Kraft trat.
Der erste große Härtetest für die junge Liga war der Palästinakrieg von 1948/49, der jedoch verloren ging. Nachdem die britische Regierung am Ende des Zweiten Weltkriegs deutlich werden ließ, sie wolle auch das Mandatsgebiet Palästina als Schutzmacht verlassen, musste eine Lösung für diesen Raum gefunden werden. Die stetig anwachsende jüdische Einreisewelle, v. a. infolge des Holocausts in Europa, verärgerte die mehrheitlich arabische ansässige Bevölkerung, die auf diesem Gebiet einen unabhängigen Staat für sich beanspruchte. Die Vereinten Nationen beschlossen daraufhin einen Teilungsplan für Palästina, der das Gebiet in einen jüdischen und arabischen Staat unterteilte und Jerusalem als neutrales „corpus separatum“ deklarierte. Als sich die britischen Alliierten am 14. Mai 1948 zurückzogen, kam es zu einer arabischen Invasion, nachdem Israel am selben Tag seine Unabhängigkeit erklärt hatte.
Die Staaten der Arabischen Liga erwiesen sich bald als die Schwächeren, Israel konnte sein Staatsgebiet erheblich erweitern, lediglich der Gazastreifen (Ägypten) und die West Bank (Jordanien) blieben unter arabischer Führung, Jerusalem wurde geteilt. Die Liga beschloss nach dem Waffenstillstand mit Israel eine Intensivierung der Sanktionen gegen Israel, was zu einem über 50 Jahre währenden Boykott Israels durch die Arabische Liga führte. Der verlorene Palästinakrieg hatte für die arabischen Herrscher auch innenpolitische Konsequenzen: Die Staatsoberhäupter Syriens, Ägyptens und des Irak wurden in den folgenden Jahren gestürzt. Der neue starke Mann Ägyptens, Gamal Abdel Nasser, unterlag zwar auch 1956 während der Suezkrise der israelischen Armee, konnte sich dennoch als Anführer einer nationalistischen Bewegung im arabischen Raum durchsetzen. Unter seiner Ägide wurden Ägypten und Syrien 1958 zur „Vereinigten Arabischen Republik“ zusammengeschlossen, das Bündnis zerbrach aber drei Jahre später wieder.
Zum Schutz Kuwaits vor irakischen Annexionsversuchen wurde 1961 eine Interarabische Sicherheitstruppe unter dem Mandat der Liga entsandt. Die Arabische Liga wirkte am Aufbau der Palästinensischen Befreiungsorganisation 1964 mit, die gewaltsam zur Befreiung Palästinas aufrief und für viele gezielt gegen Israel gerichtete Anschläge in den folgenden Jahren verantwortlich war. Ein zweiter Versuch arabischer Staaten (Ägypten, Jordanien, Syrien), Israel zu vernichten, scheiterte im Juni 1967 im Sechstagekrieg. Israel kontrollierte nun den gesamten Sinai, den Gazastreifen, die West Bank und die Golanhöhen, sowie die gesamte Stadt Jerusalem. Im September desselben Jahres bekräftigten die Mitglieder der Liga bei einer Resolution ihre Haltung gegenüber Israel („Three No’s“: Kein Frieden mit Israel, keine Anerkennung Israels, keine Verhandlungen mit Israel). Nach einem Überraschungsangriff Syriens und Ägyptens im Oktober 1973 am höchsten Feiertag des jüdischen Kalenders (Jom Kippur) konnte die israelische Armee ebenfalls die drohende Vernichtung abwehren.
Ein Machtkampf zwischen der PLO und dem jordanischen Königshaus (Schwarzer September) Anfang der 1970er Jahre führte zur Ausweisung der Kämpfer aus Jordanien, neue Basis wurde der Libanon. Dort bekämpfte sie in einem Bürgerkrieg lokale christliche (Phalange) und schiitische (Amal) Milizen. Auf dem Treffen der Arabischen Liga 1974 wurde sie trotzdem als einzige rechtmäßige Vertreterin des palästinensischen Volkes anerkannt und nimmt seitdem die Mitgliedschaft für den „Staat Palästina“ wahr. Im Libanesischen Bürgerkrieg hingegen intervenierte 1976 eine hauptsächlich von Syrien gestellte Interarabische Sicherheitstruppe mit dem Mandat der Liga zuungunsten der muslimischen und palästinensischen Milizen.
1979 wurde Ägypten aus der Liga ausgeschlossen, da dessen Präsident Anwar as-Sadat einen Friedensvertrag mit Israel geschlossen hatte. Das Hauptquartier wurde daraufhin nach Tunis verlegt, ehe zehn Jahre später Ägypten wieder aufgenommen wurde und der Sitz nach Kairo zurückkehrte. Vergeblich hatte Sadat 1980 mit der Liga der arabischen und islamischen Völker eine Gegenorganisation aufzubauen versucht, Sadats Nachfolger Mubarak löste die Sadat-Liga 1983 wieder auf.
Zu Beginn der 1980er Jahre verlegte sich der Fokus der Araber auf einen weiteren Konflikt. Im Zuge der Islamischen Revolution 1979 kam es ein Jahr später zu einem Krieg zwischen dem Iran und dem Irak. Die Arabische Liga befürchtete die Expansion der Revolution und unterstützte den irakischen Präsidenten, Saddam Hussein. Der Erste Golfkrieg endete nach acht Jahren durch einen Waffenstillstand ohne Sieger nach hohen Verlusten auf beiden Seiten.
Während der Irak sich in diesem Krieg der Unterstützung durch den Westen und der Sowjetunion sicher sein konnte, stieß seine zwei Jahre später durchgeführte Invasion in Kuwait auf erheblichen Widerstand in der Weltgemeinschaft. 1991 befreite eine internationale Koalition unter US-amerikanischer Führung und massiver Beteiligung von Staaten der Arabischen Liga das besetzte Emirat. Die Arabische Liga trat hier aber keinesfalls mit einer gemeinsamen Linie auf, vor allem Libyen und die PLO opponierten gegen die Befreiung, einige Länder enthielten sich.
Nachdem Israelis und Palästinenser Anfang der 1990er Jahre erstmals Kompromisse über den Status Palästinas fanden (Oslo I), schlossen Israel und Jordanien 1994 einen Friedensvertrag ab. Auch die Beziehungen zu den Golfstaaten verbesserten sich und es wurden Handelsbeziehungen aufgenommen.
2002 einigte sich die Arabische Liga auf eine gemeinsame Friedensinitiative gegenüber Israel, in der man die Aufnahme normaler Beziehungen bei gleichzeitiger Rückgabe der besetzten Gebiete an die Palästinenser versprach. Die Reaktion der israelischen Regierung war allerdings zurückhaltend, auch im Kontext der Zweiten Intifada, die zu Terroranschlägen von palästinensischen Organisationen im Kernland Israels führten und viele zivile Opfer forderte. 2007 erneuerten die Führer der Arabischen Liga bei einem Gipfel in Riad ihr Angebot, das von israelischer Seite aber nicht aufgegriffen wurde.
Die Liga lehnte 2003 eine Beteiligung am (zweiten) Irakkrieg ab, das bekräftigte sie bei einem Gipfel in Scharm asch-Schaich Anfang März 2003. Dennoch nutzten die USA und ihre Verbündeten Luftwaffenstützpunkte in den Golfstaaten, das United States Central Command (USCENTCOM) mit Sitz in Doha (Katar) koordinierte den Waffengang der Alliierten. Die Bodenoffensive wurde von kuwaitischem, saudi-arabischem und (später) jordanischem Territorium aus gestartet. Die neue Regierung des Irak wird nun von der Arabischen Liga immens unterstützt, im März 2012 fand ein Gipfeltreffen der Arabischen Liga in Bagdad statt.
Im Zuge des Bürgerkrieges in Syrien war die Mitgliedschaft der Regierung des Landes von 2011 bis 2023 suspendiert. Die Liga war zeitweise geprägt vom Streben Saudi-Arabiens, den Einfluss Irans zu bekämpfen. Damit wurde die Liga faktisch handlungsunfähig.

## Mitgliedstaaten
Die Arabische Liga gehört zu den wenigen regionalen Organisationen, welche auf zwei Kontinente (Asien und Afrika) verteilt sind. Ihre Fläche ist mit ca. 13 Mio. km² etwa dreimal so groß wie die der EU. Sie besteht zum größten Teil aus Wüstengebieten, dazu gehören u. a. die Sahara (größte Trockenwüste der Welt) und die Rub al-Chali (größte Sandwüste der Welt). Fruchtbare Gebiete liegen u. a. im Niltal, im marokkanischen Atlasgebirge und im sog. „Fruchtbaren Halbmond“ (Levante, Nordsyrien, Zweistromland). Es lassen sich Zeugnisse vieler antiker Zivilisationen in diesem Raum finden, dazu zählen z. B. das Alte Ägypten, Israel und Judäa, Babylonien, Phönizien oder Karthago.
Alle Mitgliedstaaten sind auch Mitglieder der Organisation für Islamische Zusammenarbeit (OIC), diese sind:
| Staat                        | Hauptstadt                               | Beitritt bzw. Mitgliedschaft                | Bevölkerung in Mio. (2022)1 | Staatsform                                  | Staatsoberhaupt                               | Regierungschef                                  | Weitere Amtssprache      |
| ---------------------------- | ---------------------------------------- | ------------------------------------------- | --------------------------- | ------------------------------------------- | --------------------------------------------- | ----------------------------------------------- | ------------------------ |
| Ägypten                      | Kairo                                    | 1945–1979, seit 1989                        | 111,0                       | Übergangsregierung                          | Abd al-Fattah as-Sisi                         | Mustafa Madbuli                                 |                          |
| Algerien                     | Algier                                   | 1962                                        | 44,9                        | Präsidialrepublik                           | Abdelmadjid Tebboune                          | Aymen Benabderrahmane                           | Kabylisch                |
| Bahrain                      | Manama                                   | 1971                                        | 1,5                         | Konstitutionelle Monarchie                  | König Hamad bin Isa Al Chalifa                | Prinz Salman bin Hamad bin Isa Al Chalifa       |                          |
| Dschibuti                    | Dschibuti                                | 1977                                        | 1,1                         | Präsidialrepublik                           | Ismail Omar Guelleh                           | Abdoulkader Kamil Mohamed                       | Französisch              |
| Irak                         | Bagdad                                   | 1945                                        | 44,5                        | Parlamentarische Republik                   | Abdul Latif Raschid                           | Mohammed Shia' al-Sudani                        | Kurdisch                 |
| Jemen                        | Sanaa                                    | 1945 Nordjemen 1967 Südjemen 1990 vereinigt | 33,7                        | Präsidialrepublik                           | Abd Rabbuh Mansour al-Hadi im saudischen Exil | Maeen Abdul Malek                               |                          |
| Jordanien                    | Amman                                    | 1945                                        | 11,3                        | Konstitutionelle Monarchie                  | König Abdullah II. bin al Hussein             | Bisher Al-Khasawneh                             |                          |
| Katar                        | Doha                                     | 1971                                        | 2,7                         | Absolute Monarchie                          | Emir Tamim bin Hamad Al Thani                 | Mohammed bin Abdulrahman Al Thani               |                          |
| Komoren                      | Moroni                                   | 1993                                        | 0,8                         | Präsidialrepublik                           | Azali Assoumani                               | (entspricht dem Staatsoberhaupt)                | Französisch, Komorisch   |
| Kuwait                       | Kuwait                                   | 1961                                        | 4,3                         | Konstitutionelle Monarchie                  | Emir Mischal al-Ahmad al-Dschabir as-Sabah    | Ahmad al-Abdullah as-Sabah                      |                          |
| Libanon                      | Beirut                                   | 1945                                        | 5,5                         | Parlamentarische Republik                   | (seit November 2022 vakant)                   | Najib Mikati                                    |                          |
| Libyen                       | Tripolis                                 | 1953–2011, seit 2011 2                      | 6,8                         | Übergangsregierung                          | Fayiz as-Sarradsch                            | (entspricht dem Staatsoberhaupt)                | Berbersprachen           |
| Marokko                      | Rabat                                    | 1958 3                                      | 37,5                        | Konstitutionelle Monarchie                  | König Mohammed VI.                            | Aziz Akhennouch                                 | Marokkanisches Tamazight |
| Mauretanien                  | Nouakchott                               | 1973                                        | 4,7                         | Präsidialrepublik                           | Mohamed Ould Abdel Aziz                       | Mohamed Ould Bilal                              |                          |
| Oman                         | Muscat                                   | 1971                                        | 4,6                         | Absolute Monarchie                          | Sultan Haitham ibn Tariq                      | (entspricht dem Staatsoberhaupt)                |                          |
| Palästina                    | Jerusalem (de jure), Ramallah (de facto) | 1976 4                                      | 5,0                         | Semipräsidentielle Republik                 | Mahmoud Abbas                                 | Mohammed Mustafa                                |                          |
| Saudi-Arabien                | Riad                                     | 1945                                        | 36,4                        | Absolute Monarchie                          | König Salman ibn Abd al-Aziz                  | (entspricht dem Staatsoberhaupt)                |                          |
| Somalia                      | Mogadischu                               | 1974 5                                      | 17,6                        | Präsidialrepublik                           | Hassan Sheikh Mohamud                         | Hamza Abdi Barre                                | Somali                   |
| Sudan                        | Khartum                                  | 1956 6                                      | 46,9                        | Bundesrepublik                              | Abdel Fattah Burhan                           | Osman Hussein                                   | Englisch                 |
| Syrien                       | Damaskus                                 | 1945–2011, seit Mai 2023 7                  | 22,1                        | Übergangsregierung                          | Ahmed al-Scharaa (Übergangspräsident)         | Mohammed al-Baschir (geschäftsführend)          |                          |
| Tunesien                     | Tunis                                    | 1958                                        | 12,4                        | Präsidialrepublik                           | Kais Saied                                    | Najla Bouden Romdhane                           |                          |
| Vereinigte Arabische Emirate | Abu Dhabi                                | 1971                                        | 9,4                         | Wahlmonarchie, Föderation autonomer Emirate | Muhammad bin Zayid Al Nahyan                  | Muhammad bin Raschid Al Maktum (Emir von Dubai) |                          |

Nichtmitglieder sind der Tschad, in dem Arabisch ebenfalls Amtssprache ist, sowie die ebenfalls überwiegend islamisch geprägten Staaten der Organisation für wirtschaftliche Zusammenarbeit (ECO), zu der Iran, die Türkei und eine Reihe Länder Zentralasiens gehören.

### Beobachter
Beobachterstatus haben folgende sechs Länder:
| Staat     | Bemerkung                                    |
| --------- | -------------------------------------------- |
| Armenien  |                                              |
| Brasilien | Hat eine einflussreiche arabische Minderheit |
| Eritrea   | Arabisch ist Landessprache                   |
| Indien    |                                              |
| Tschad    |                                              |
| Venezuela | Hat eine einflussreiche arabische Minderheit |

Beobachter sind außerdem folgende EU-Staaten:
Bulgarien, Estland, Irland, Italien, Lettland, Malta, Portugal, Schweden, Spanien, Zypern.
Auch das österreichische Außenministerium plant, als Beobachter aufgenommen zu werden.

## Organisation und Aufbau
Gemäß dem „Pakt der Arabischen Liga“ (PLAS) sind zwei Hauptorgane vorgesehen: Der Rat der Arabischen Liga und das Generalsekretariat. Ferner sind permanente Komitees für bestimmte Aufgabenbereiche etabliert worden. Der Aufbau eines Arabischen Gerichtshofes ist ebenfalls vorgesehen, dies wurde allerdings bislang nicht umgesetzt.

### Rat der Arabischen Liga (Ligarat)
Gemäß dem PLAS ist der Ligarat das oberste Beschlussorgan und die höchste Autorität innerhalb des Systems der Arabischen Liga. Dieser tagt halbjährlich und Entscheidungen werden für gewöhnlich im Konsens getroffen. Seit 2000 kommt er im Frühjahr als Gipfeltreffen der Staats- und Regierungschefs zusammen.

### Generalsekretariat
Neben dem Rat der Arabischen Liga ist das Generalsekretariat eines der Hauptorgane gemäß dem PLAS, das ca. 460 Mitarbeiter beschäftigt. Es fungiert als Verwaltungsorgan und trägt Verantwortung für alle technischen und administrativen Vorgänge innerhalb der Arabischen Liga. Außerdem ist es zuständig für die Koordination und Unterstützung der Arbeit von Sonderorganisationen und anderen Institutionen im Rahmen der Liga. Generalsekretariat und Generalsekretär werden vom Rat fünfjährlich mit Wiederwahloption gewählt.

### Technische Komitees
Die sog. „technischen Komitees“ waren in den Anfangsjahren der Liga von größerer Bedeutung. Im Zuge einer Umstrukturierung 1988 wurden viele Komitees aufgelöst, heute sind das Komitee für finanzielle und administrative Angelegenheiten sowie das Informations- und Rechtskomitee von größerer Wichtigkeit. Ihre Aufgaben sind die Festlegung der Prinzipien und der Reichweite der Zusammenarbeit der Mitglieder untereinander und die Entwicklung von Resolutionsentwürfen, Vorschlägen und Empfehlungen, die dem Ligarat zur Entscheidung vorgelegt werden. Des Weiteren bearbeiten die Komitees Anfragen, die von Seiten des Ligarats oder des Generalsekretariats an sie gerichtet werden. Sie fungieren deshalb als Vorbereitungs- und Beratungsorgan des Ligarats. Jedes Mitgliedsland entsendet mindestens einen Delegierten in jedes der technischen Komitees.

### Arabische Gipfelkonferenz
Die Arabische Gipfelkonferenz setzt sich aus den obersten Repräsentanten der Mitgliedstaaten der Arabischen Liga zusammen. Diese findet auf Ebene der Staatsoberhäupter (nicht auf der Ebene der Regierungschefs) in der Regel jedes Jahr im März statt. Die erste Gipfelkonferenz wurde erst knapp 20 Jahre nach der Gründung der Liga 1964 in Kairo abgehalten, eine wirkliche Institutionalisierung dieses Gipfels fand bis 2000 nicht statt.

### Arabisches Parlament
Auf dem 23. Gipfeltreffen der Liga in Amman 2001 einigten sich die Arabischen Staaten auf die Einrichtung eines Arabischen Parlamentes unter Leitung des Generalsekretärs. Zurzeit befindet es sich noch im Aufbau, ein provisorisches Parlament wurde aber im Kairoer Liga-Hauptsitz eingerichtet. Seit 2004 besitzt es grundsätzlich rein beratende Funktion und umfasst 88 Abgeordnete, die mit je 4 Personen aus den Mitgliedsländern stammen.

## Gipfeltreffen
|               | Datum                                     | Staat                         | Ort                 | Bemerkung             |
| ------------- | ----------------------------------------- | ----------------------------- | ------------------- | --------------------- |
| inoffiziell   | 28. bis 29. Mai 1946                      | Vereinigte Arabische Republik | Anshas              |                       |
| inoffiziell   | 13. bis 15. November 1956                 | Libanon                       | Beirut              |                       |
| 1.            | 13. bis 17. Januar 1964                   | Vereinigte Arabische Republik | Kairo               |                       |
| 2.            | 5. bis 11. September 1964                 | Vereinigte Arabische Republik | Alexandria          |                       |
| 3.            | 13. bis 17. September 1965                | Marokko                       | Casablanca          |                       |
| 4.            | 29. August bis 1. September 1967          | Sudan                         | Khartum             |                       |
| 5.            | 21. bis 23. Dezember 1969                 | Marokko                       | Rabat               |                       |
| außerordentl. | 21. bis 27. September 1970                | Vereinigte Arabische Republik | Kairo               | 1. Nottreffen         |
| 6.            | 26. bis 28. November 1973                 | Algerien                      | Algier              |                       |
| 7.            | 29. Oktober 1974                          | Marokko                       | Rabat               |                       |
| außerordentl. | 17. bis 28. Oktober 1976                  | Saudi-Arabien                 | Riad                | 2. Nottreffen         |
| 8.            | 25. bis 26. Oktober 1976                  | Ägypten                       | Kairo               |                       |
| 9.            | 2. bis 5. November 1978                   | Irak                          | Bagdad              |                       |
| 10.           | 20. bis 22. November 1979                 | Tunesien                      | Tunis               |                       |
| 11.           | 21. bis 22. November 1980                 | Jordanien                     | Amman               |                       |
| 12.           | 25. November 19816. bis 9. September 1982 | Marokko                       | Fès                 | 1. Teil12. Teil       |
| außerordentl. | 7. bis 9. September 1985                  | Marokko                       | Casablanca          | 3. Nottreffen         |
| außerordentl. | 8. bis 12. November 1987                  | Jordanien                     | Amman               | 4. Nottreffen         |
| außerordentl. | 7. bis 9. Juni 1988                       | Algerien                      | Algier              | 5. Nottreffen         |
| außerordentl. | 23. bis 26. Juni 1989                     | Marokko                       | Casablanca          | 6. Nottreffen         |
| außerordentl. | 28. bis 30. März 1990                     | Irak                          | Bagdad              | 7. Nottreffen         |
| außerordentl. | 9. bis 10. August 1990                    | Ägypten                       | Kairo               | 8. Nottreffen         |
| außerordentl. | 22. bis 23. Juni 1996                     | Ägypten                       | Kairo               | 9. Nottreffen         |
| außerordentl. | 21. bis 22. Oktober 2000                  | Ägypten                       | Kairo               | 10. Nottreffen        |
| 13.           | 27. bis 28. März 2001                     | Jordanien                     | Amman               | Institutionalisierung |
| 14.           | 27. bis 28. März 2002                     | Libanon                       | Beirut              |                       |
| 15.           | 1. März 2003                              | Ägypten                       | Scharm asch-Schaich |                       |
| 16.           | 22. bis 23. Mai 2004                      | Tunesien                      | Tunis               |                       |
| 17.           | 22. bis 23. März 2005                     | Algerien                      | Algier              |                       |
| 18.           | 28. bis 30. März 2006                     | Sudan                         | Khartum             |                       |
| 19.           | 27. bis 28. März 2007                     | Saudi-Arabien                 | Riad                |                       |
| 20.           | 29. bis 30. März 2008                     | Syrien                        | Damaskus            |                       |
| 21.           | 28. bis 30. März 2009                     | Katar                         | Doha                |                       |
| 22.           | 30. März bis 1. April 2010                | Libyen                        | Sirte               |                       |
| 23.           | 27. bis 29. März 2012                     | Irak                          | Bagdad              | verschoben2           |
| 24.           | 21. bis 27. März 2013                     | Katar                         | Doha                |                       |
| 25.           | 25. bis 26. März 2014                     | Kuwait                        | Kuwait              |                       |
| 26.           | 28. bis 29. März 2015                     | Ägypten                       | Scharm asch-Schaich |                       |
| außerordentl. | 7. Januar 2016                            | Saudi-Arabien                 | Riad                |                       |
| 27.           | 20. Juli 2016                             | Mauretanien                   | Nouakchott          |                       |
| 28.           | 22. bis 29. März 2017                     | Jordanien                     | Amman               |                       |
| 29.           | 15. April 2018                            | Saudi-Arabien                 | Dhahran             |                       |
| 30.           | 31. März 2019                             | Tunesien                      | Tunis               |                       |
| 31.           | 1. November 2022                          | Algerien                      | Algier              |                       |
| 32.           | 19. Mai 2023                              | Saudi-Arabien                 | Dschidda            |                       |
| außerordentl. | 11. November 2023                         | Saudi-Arabien                 | Riad                |                       |

1 Endete ohne Einigung über das Abschlussprotokoll und ohne Teilnahme Ägyptens. Es war das kürzeste Treffen und dauerte nur 5 Stunden.

2 Ursprünglich geplant für März bzw. Mitte Mai 2011, aufgrund des Arabischen Frühlings verschoben auf März 2012.

## Sonderorganisationen der Liga
- Das „Central Boycott Office“ (kurz CBO) war das zentrale Organisationsbüro für den Boykott Israels. Es wurde 1951 gegründet, war dem Arabischen Wirtschaftsrat unterstellt und hatte seinen Hauptsitz in Damaskus sowie zahlreiche Niederlassungen in Mitglieds- und Drittstaaten. Im Jahr 1993 hatte der Boykott seine Bedeutung als einigender politischer Faktor in der arabischen Liga weitgehend verloren, das CBO existierte aber noch bis in die 2000er Jahre.
- Der „Arab Fund for Economy and Social Development“ (kurz: AFESD) ist ein Fonds, welcher wirtschaftliche und soziale Entwicklungsprojekte in den Mitgliedstaaten der Arabischen Liga durch Darlehen und Investitionen an Regierungen unterstützt und finanziert. Mit Ausnahme der Komoren sind alle Liga-Mitglieder Mitglieder des Fonds. Das gezeichnete Kapital erreichte Ende 1993 2,223 Milliarden US$, 2003 waren es 7,3 Milliarden US$.
- Die Arab Air Carriers Organization (kurz: AACO) ist eine 1965 gegründete Vereinigung der arabischen Fluggesellschaften. Alle Airlines der Mitgliedstaaten sind an der Teilnahme berechtigt, aber nicht zwangsläufig daran gebunden.
- Der „Arab Monetary Fund“ (kurz: AMF) wurde am 27. April 1976 gegründet und nahm ein Jahr später die Arbeit auf. Mit Ausnahme von Dschibuti und Saudi-Arabien sind alle Liga-Mitglieder Mitglieder des Fonds. Wie der AFESD soll auch der AMF Entwicklungsprojekte unterstützen sowie zur Stabilisierung der Wechselkurse der arabischen Währungen beitragen. Des Weiteren gilt als langfristiges Ziel die Einführung einer einheitlichen Währung.
- Die „Arabische Wirtschaftsentwicklungsbank“ (kurz: BADEA) wurde 1975 mit Sitz in Khartum gegründet. Primäre Aufgabe der Bank ist die Förderung der wirtschaftlichen, finanziellen und technischen Zusammenarbeit der Arabischen Liga mit den nichtarabischen Ländern der Afrikanischen Union (AU). Hierzu vergibt die Bank Projektdarlehen und technische Hilfe an Regierungen und Unternehmen in den Empfängerländern.[16]

Weitere Programme sind:
- Arabische Postunion
- Arabische Union für Telekommunikation
- Arabisches Institut für Satellitenkommunikation
- Vereinigung der arabischen Rundfunkstationen
- Arabische Organisation für Verwaltungswissenschaften
- Rat für Arabische Wirtschaftseinheit
- Arabische Bank für Wirtschaftliche Entwicklung in Afrika
- Arabisches Institut für Erdölförderung
- Arabische Akademie für Meerestransport
- Arabische Gesundheitsorganisation
- Arabische Organisation für Arbeit
- Arabische Organisation für Erziehung, Kultur und Wissenschaft

## Allgemeines

### Kennzahlen
Die gegenwärtige wirtschaftliche Situation innerhalb der Arabischen Liga ist geprägt von großem (fossilen) Ressourcenreichtum. Vor allem die enormen Erdöl- und Erdgasvorkommen sind hierbei auffallend. Rund 45 % des weltweit geförderten Öls stammen aus den Mitgliedsländern der Arabischen Liga, insbesondere der Golfregion. Führend hierin sind Saudi-Arabien (22,7 %), der Irak (9,8 %) und Kuwait (8,9 %).
Ein weiterer bedeutender Wirtschaftsfaktor ist die Tourismusbranche. Urlaubsländer wie Tunesien oder Ägypten zeigen dauerhaft steigende Reisezahlen im Tourismus auf. Ein weiterer unscheinbarer, aber nicht weniger bedeutsamer Industriezweig in der Arabischen Liga ist die Telekommunikationsindustrie. Internationale Global Player sind zum Beispiel Firmen wie Orascom oder Etisalat.
Die wirtschaftliche Zusammenarbeit innerhalb der Arabischen Liga ist insgesamt überschaubar. Dennoch zeigen Projekte wie die „Arab Gas Pipeline“ oder die „GAFTA“ (Greater Arab Free Trade Area), dass ökonomische Abkommen auch zwischen Staaten der Arabischen Liga existieren.
Arbeitslosenquote und Analphabetenrate sind in der Arabischen Liga in den letzten Jahren gesunken und wirtschaftliche Kennzahlen wie z. B. BIP oder BNE sind gestiegen. Der Wohlstand ist jedoch nach wie vor sowohl innerhalb der Bevölkerung als auch zwischen den Mitgliedstaaten sehr ungleich verteilt.
Im Vergleich: Das Bruttonationaleinkommen (BNE) aller 22 Länder der Arabischen Liga (rund 330 Millionen Einwohner) lag 1999 bei 531 Milliarden US-Dollar. 2005 wuchs das BNE auf 747 Milliarden US-Dollar und erreichte 2006 einen Wert von über 1.564 Milliarden US-Dollar. Die größte Volkswirtschaft im arabischen Raum stellt Saudi-Arabien dar.
| Nr. | Staat                        | BIP (2022, in Mio. US$) | Nr. | Staat                        | BIP pro Kopf1(2022, in US$) (Weltrang) | Nr. | Staat                        | Entwicklungs- stand (2021) (Weltrang) | Nr. | Staat                        | Korruption (2013) (Weltrang) |
| --- | ---------------------------- | ----------------------- | --- | ---------------------------- | -------------------------------------- | --- | ---------------------------- | ------------------------------------- | --- | ---------------------------- | ---------------------------- |
| –   | Gesamt                       | 3.502.508               |     |                              | 7.537                                  |     |                              |                                       |     |                              |                              |
| 01  | Saudi-Arabien                | 1.108.149               | 01  | Katar                        | 83.521 (5.)                            | 01  | Vereinigte Arabische Emirate | 0,911 (26.)                           | 01  | Vereinigte Arabische Emirate | 69 (26.)                     |
| 02  | Vereinigte Arabische Emirate | 507.064                 | 02  | Vereinigte Arabische Emirate | 51.400 (17.)                           | 02  | Bahrain                      | 0,875 (35.)                           | 02  | Katar                        | 68 (28.)                     |
| 03  | Ägypten                      | 475.231                 | 03  | Kuwait                       | 36.092 (28.)                           | 03  | Saudi-Arabien                | 0,875 (35.)                           | 03  | Bahrain                      | 48 (57.)                     |
| 04  | Irak                         | 261.140                 | 04  | Saudi-Arabien                | 34.441 (29.)                           | 04  | Katar                        | 0,855 (42.)                           | 04  | Oman                         | 47 (61.)                     |
| 05  | Katar                        | 236.415                 | 05  | Bahrain                      | 28.781 (40.)                           | 05  | Kuwait                       | 0,831 (50.)                           | 05  | Saudi-Arabien                | 46 (63.)                     |
| 06  | Algerien                     | 195.060                 | 06  | Oman                         | 23.240 (46.)                           | 06  | Oman                         | 0,816 (54.)                           | 06  | Jordanien                    | 45 (66.)                     |
| 07  | Kuwait                       | 175.399                 | 07  | Irak                         | 6.181 (102.)                           | 07  | Algerien                     | 0,745 (91.)                           | 07  | Kuwait                       | 43 (69.)                     |
| 08  | Marokko                      | 130.913                 | 08  | Libyen                       | 5.577 (107.)                           | 08  | Ägypten                      | 0,731 (97.)                           | 08  | Tunesien                     | 41 (77.)                     |
| 09  | Oman                         | 114.667                 | 09  | Jordanien                    | 4.613 (117.)                           | 09  | Tunesien                     | 0,731 (97.)                           | 09  | Marokko                      | 37 (91.)                     |
| 10  | Jordanien                    | 47.519                  | 10  | Ägypten                      | 4.587 (119.)                           | 10  | Jordanien                    | 0,720 (102.)                          | 10  | Algerien                     | 36 (94.)                     |
| 11  | Tunesien                     | 46.361                  | 11  | Algerien                     | 4.307 (120.)                           | 11  | Libyen                       | 0,718 (104.)                          |     | Dschibuti                    | 36 (94.)                     |
| 12  | Bahrain                      | 44.383                  | 12  | Tunesien                     | 3.822 (127.)                           | 12  | Palästina                    | 0,715 (106.)                          | 12  | Ägypten                      | 32 (114.)                    |
| 13  | Libyen                       | 37.796                  | 13  | Dschibuti                    | 3.604 (131.)                           | 13  | Libanon                      | 0,706 (112.)                          | 13  | Mauretanien                  | 30 (119.)                    |
| 14  | Sudan                        | 33.752                  | 14  | Marokko                      | 3.570 (132.)                           | 14  | Irak                         | 0,686 (121.)                          | 14  | Komoren                      | 28 (127.)                    |
| 15  | Jemen                        | 23.548                  | 15  | Palästina                    | 3.464 (134.)                           | 15  | Marokko                      | 0,683 (123.)                          |     | Libanon                      | 28 (127.)                    |
| 16  | Libanon                      | 21.780                  | 16  | Libanon                      | 3.283 (139.)                           | 16  | Syrien                       | 0,577 (150.)                          | 16  | Jemen                        | 18 (167.)                    |
| 17  | Palästina                    | 18.109                  | 17  | Mauretanien                  | 2.285 (148.)                           | 17  | Komoren                      | 0,558 (156.)                          | 17  | Syrien                       | 17 (168.)                    |
| 18  | Somalia                      | 10.420                  | 18  | Komoren                      | 1.294 (167.)                           | 18  | Mauretanien                  | 0,556 (158.)                          | 18  | Irak                         | 16 (171.)                    |
| 19  | Mauretanien                  | 9.903                   | 19  | Sudan                        | 723 (181.)                             | 19  | Dschibuti                    | 0,509 (171.)                          | 19  | Libyen                       | 15 (172.)                    |
| 20  | Dschibuti                    | 3.662                   | 20  | Jemen                        | 707 (182.)                             | 20  | Sudan                        | 0,508 (172.)                          | 20  | Sudan                        | 11 (174.)                    |
| 21  | Komoren                      | 1.237                   | 21  | Somalia                      | 667 (185.)                             | 21  | Jemen                        | 0,455 (183.)                          | 21  | Somalia                      | 8 (175.)                     |
| —   | Syrien                       | —2                      | —   | Syrien                       | —2                                     | —   | Somalia                      | —                                     | —   | Palästina                    |                              |

1 Bei den Zahlen des BIP-pro-Kopf sind vor allem in den Erdöl exportierenden Staaten die großen Einkommensunterschiede zu beachten. Bei genauerer Datenlage könnten hierfür Vergleiche der Median- bzw. Quantilwerte nützlich sein.

2 Anhaltender Bürgerkrieg

### Die Arabische Liga im Vergleich
Weiterhin charakteristisch für das Wirtschaftsbild der Arabischen Liga sind vor allem die extremen ökonomischen Unterschiede zwischen den jeweiligen Mitgliedsländern. Vergleicht man beispielsweise das BIP des Staates Saudi-Arabien (618.744 Mio.) mit dem BIP des föderalen Staates Komoren (772 Mio.), wird dies sehr deutlich. Auch eine Umrechnung auf das Pro-Kopf-Einkommen macht den fundamentalen Unterschied innerhalb der Bevölkerung deutlich. Das Pro-Kopf-Einkommen in Katar mit 90.149 US$ pro Jahr weicht massiv vom Pro-Kopf-Einkommen in Somalia mit 600 US$ pro Jahr ab. Zum Vergleich: In Europa liegt das Pro-Kopf-Einkommen bei ca. 30.521 US$ im Jahr.
Im Vergleich mit anderen Internationalen Organisation im Stile der Arabischen Liga wirkt die wirtschaftliche Situation in Anbetracht ihrer Größe und ihrer Bevölkerungsdichte ausbaufähig. Zum Vergleich: Das europäische BIP liegt mit 14.712.369 Mio. US$ über dem BIP der Arabischen Liga (2.765.867 Mio. US$). Außerdem liegt das durchschnittliche Pro-Kopf-Einkommen innerhalb der Arabischen Liga bei ca. 7.682 US$ pro Jahr. In der EU ist dieser Betrag ca. 4-mal so hoch.

### Mitgliedschaften in anderen Bündnissen
Alle Staaten der Arabischen Liga sind Mitglieder in der Organisation für Islamische Zusammenarbeit. Die meisten Mitgliedstaaten sind parallel zur Arabischen Liga Teilnehmer anderer überregionaler Organisationen. Die afrikanischen Länder sind alle Mitglieder der Afrikanischen Union, die Maghrebländer wiederum bilden die Union des Arabischen Maghreb. Außer dem Jemen sind alle Staaten der Arabischen Halbinsel im Golf-Kooperationsrat organisiert. Darüber hinaus sind einige Mitglieder OPEC-Staaten.